# Hans Henkemans
Hans Henkemans (La Haye, 23 décembre 1913 – Nieuwegein, 29 décembre 1995) est un pianiste, compositeur, professeur de musique et psychiatre hollandais.

## Biographie
Il étudie la musique de 1926 à 1931, le piano et la composition avec Bernhard van den Sigtenhorst Meyer et de 1933 à 1938 avec Willem Pijper. Il a également étudié la médecine à partir de 1931 à l'Université d'Utrecht. 

### Psychiatrie
En 1981, Henkemans passe sa thèse de doctorat en psychiatrie, Aspects de la sublimation, ses troubles et le traitement de celle-ci. Basé sur les expériences qu'il avait acquises dans sa pratique en tant que psychiatre – et surtout avec des musiciens – il a analysé le processus de création. Chacun, dit Henkemans, est frustré à l'âge adulte et pendant sa croissance. Cette frustration peut conduire à un type de sublimation dans l'œuvre d'art, « au profit de l'individu – forme réussie de défense, a déclaré, généralement pendant la petite enfance, les passions sont transformées en actions qui ont subi un changement significatif en termes de contenu, mais dont les émotions d'accompagnement sont inchangées. » La sublimation produit une œuvre d'art à travers un processus instinctif créatif. Cependant, la sublimation basée sur l'identification (c'est-à-dire imitation d'un autre), en termes personnels avec l'impulsion, n'est pas optimale et peut être le résultat d'une névrose ou d'un comportement névrotique (par exemple, l'agression).

### Pianiste et compositeur
Peu après la guerre, il cesse ses activités en tant que médecin, pour se consacrer entièrement à la musique. Le 2 décembre 1945, il fait ses débuts comme pianiste au Concertgebouw d'Amsterdam. Après cette première représentation a suivi une carrière de plus de vingt ans en tant que concertiste (il totalise plus de 59 passage soliste au Concertgebouw) avec des concerts tant aux Pays-Bas qu'à l'étranger. Il joue l'intégrale des 23 concertos pour piano Mozart pour la radio. Il interprète les œuvres pour piano de Claude Debussy. En plus de ces « spécialités » (Debussy et Mozart), il a également été apprécié comme interprète, entre autres, des œuvres de Beethoven et Ravel. Il se produit régulièrement dans de nombreuses villes européennes en récital et en soliste avec de nombreux orchestres de renom. Il était un invité notamment aux festivals de Salzbourg et Édimbourg.
Dans les années 1960, il est professeur de composition et d'instrumentation au Conservatoire néerlandais du Nord à Groningue et il enseigne le piano au Lyceum de musique à Amsterdam. En 1969 – après avoir enregistré plus de 20 disques – il quitte la scène de concertiste et axe sa carrière sur la psychiatrie, sans toutefois abandonner la composition. 
En 1963, Henkemans a reçu le Prix de la fondation des artistes de la résistance de 1942 à 1945
Comme compositeur, il subit l'influence de Claude Debussy, Maurice Ravel et Willem Pijper. Parmi ses plus célèbres compositions, on trouve des concertos pour violon, alto et harpe, ainsi que sa partita pour orchestre. Aujourd'hui, ses œuvres sont peu jouées. Un certain nombre de compositions ont été enregistrées.

## Écrits
- Daar zit je dan..., Den Haag: B. Bakker, Daamen; Antwerpen: De Sikkel 1961. 125 p.